# Officer Down - Un passato sepolto
Officer Down è un film del 2013 diretto da Brian A Miller. 
Protagonista della pellicola è Stephen Dorff nei panni di David Callahan, un poliziotto dal passato burrascoso e in cerca di redenzione. Nel film recita anche il rapper Soulja Boy.

## Trama
David Callahan è un poliziotto che ha commesso diversi errori in passato. Quando si trova a dover risolvere alcuni casi che richiamano i suoi violenti trascorsi, la strada per la redenzione diventerà sempre più ripida.

## Produzione
Il film è stato annunciato il 3 maggio 2011 e le riprese sono iniziate dopo una settimana nel Connecticut.
La sceneggiatura del film è stata scritta da John Chase ed è diretta da Brian A Miller.
I luoghi dove il film è stato girato comprendono il "Roberto's Restaurant" sulla State St, Fairfield Ave e un nuovo complesso di appartamenti che si trova sulla Fairfield Ave, a Bridgeport CT.
Le prime immagini dal set sono state rivelate il 6 maggio 2011.
Nel 2012, a Cannes è stato annunciato che il film sarà distribuito da Anchor Bay e sempre al Festival di Cannes è stato rivelato anche il rilascio ufficiale del film.